# Le Philosophe
Le Philosophe est un hebdomadaire satirique illustré français fondé en 1867 et disparu en 1868.

## Histoire
Le fondateur et rédacteur en chef du Philosophe est le jeune journaliste Charles Gilbert-Martin, qui fait ses débuts de caricaturiste dans cet hebdomadaire. L'adresse du journal, le no 14 de la rue Mayran, est tout simplement celle du « logement de garçon » qu'occupe alors Gilbert-Martin.
Après un numéro spécimen daté du 19 mai 1867 puis une décision du préfet de police du 28 mai autorisant la vente du Philosophe sur la voie publique, la parution hebdomadaire du journal débute le 2 juin suivant. La vignette du titre contenait initialement une composition de Pilotell, remplacée à partir du 8 novembre par un dessin réalisé par le peintre Jean-Paul Laurens.
Publiée en page 3 puis 4, la lithographie hebdomadaire est colorisée à partir du no 11 ou 12. Elle est réalisée par Gilbert-Martin ou par son ami Laurens, qui donne au Philosophe des scènes de mœurs et quelques caricatures. Le journal publie des chroniques, des critiques, des potins et des poèmes. Outre des articles signés de divers pseudonymes, certains textes sont rédigés par des amis de Gilbert-Martin, comme Félicien Mallefille.
Le Philosophe ne paraît pas le 12 octobre. Il a en effet été interdit par la censure car il contenait un portrait-charge non autorisé d'Urbano Rattazzi. Malgré cette première déconvenue, les dessins du Philosophe prennent une tournure encore plus politique à partir de la mi-décembre, ce qui attire les foudres des autorités sur le journal. Le numéro du 21 décembre, qui comporte une caricature non autorisée de Thiers et Guéroult, représentés en lutteurs, est ainsi interdit à la vente hors abonnements.
Tout aussi mal vu par les autorités du Second Empire, le dessin du no 35 (18 janvier 1868) représente le bandit italien Domenico Fuoco, dont la tête se transforme, quand on retourne la gravure, en celle d'un religieux tonsuré, allusion au pape Pie IX. Cette irrévérence envers le souverain pontife amuse Francis Magnard, qui l'évoque dans Le Figaro, mais choque son confrère catholique de L'Univers, Louis Veuillot. Elle rencontre en tout cas un succès certain auprès du public : cette fois-ci, le tirage du journal s'élève à 16 000 exemplaires, alors qu'il est ordinairement quatre ou cinq fois moindre. 
Le no 36, prévu pour le 25 janvier 1868, ne verra jamais le jour. Son dessin doit représenter un certain Langlois, qui a été brutalisé par des agents de police, le 30 décembre précédent, après avoir sifflé lors d'une représentation au théâtre de la Porte-Saint-Martin. Ayant bien compris que cette critique d'une exaction policière cache une dénonciation du régime, l'employé préposé à la censure décide d'interdire la publication. Gilbert-Martin souhaiterait passer outre, mais son imprimeur, Auguste Vallée, refuse d'engager sa responsabilité.
Le 31 janvier, Gilbert-Martin est condamné à deux mois de prison et 200 francs d'amende pour deux des dessins publiés dans Le Philosophe, à savoir la caricature de Thiers et Guéroult ainsi que celle de Fuoco,.

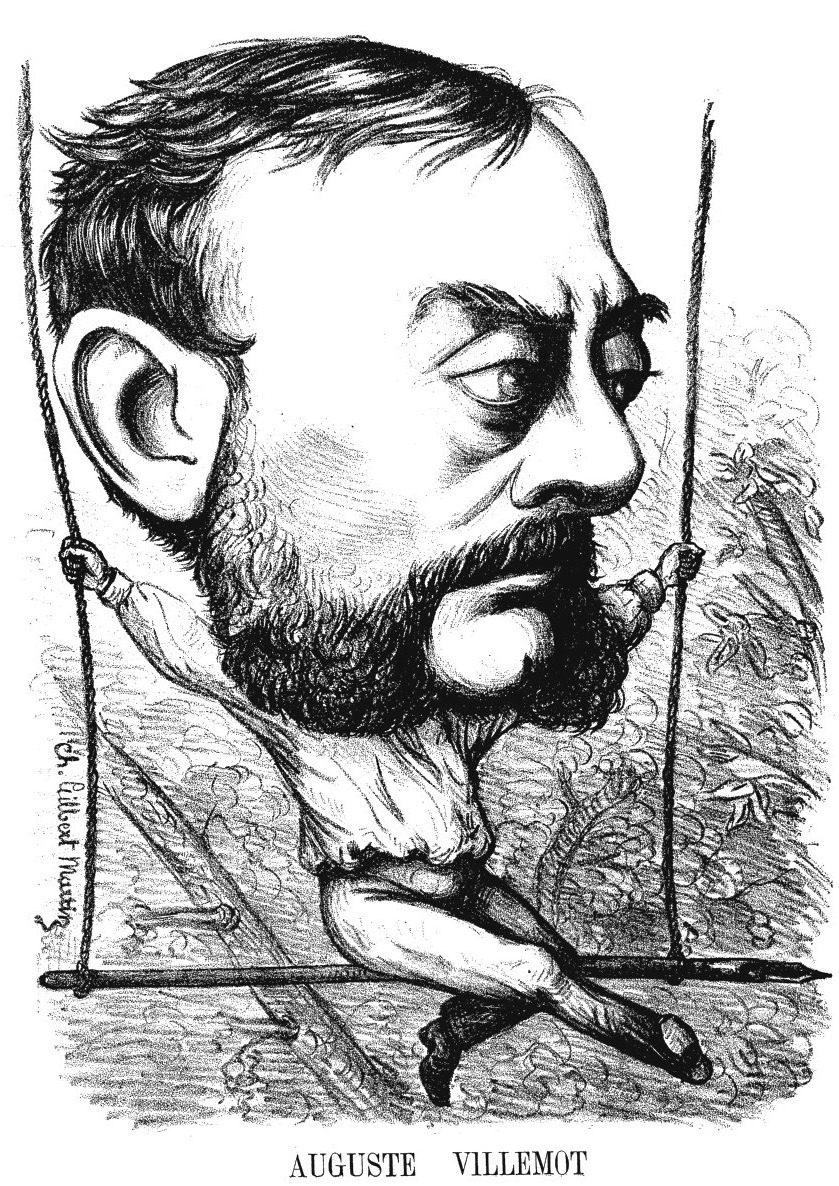
Auguste Villemot, par Gilbert-Martin (21 juillet 1867)
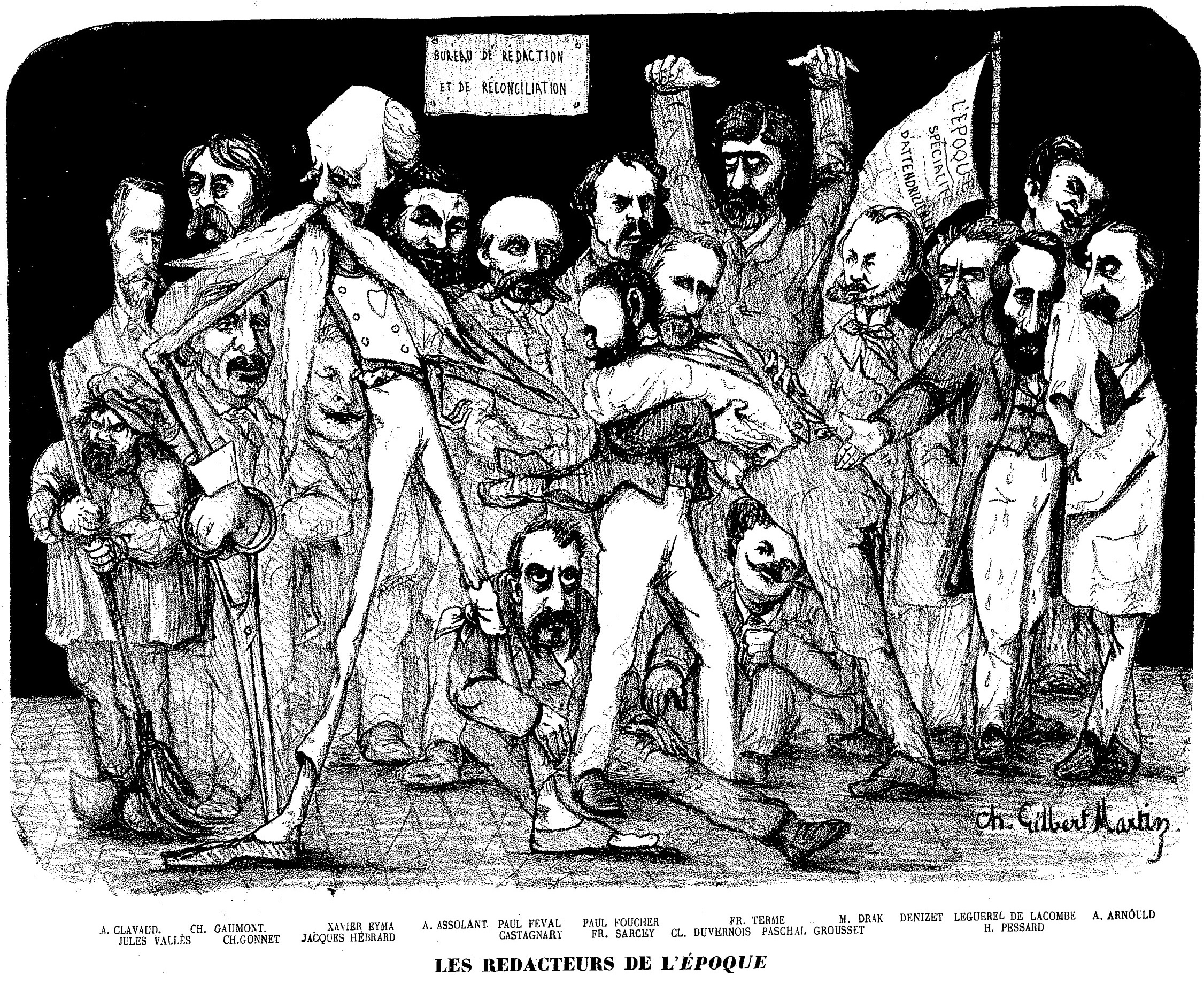
Les rédacteurs de L'Époque, par Gilbert-Martin (7 septembre 1867)
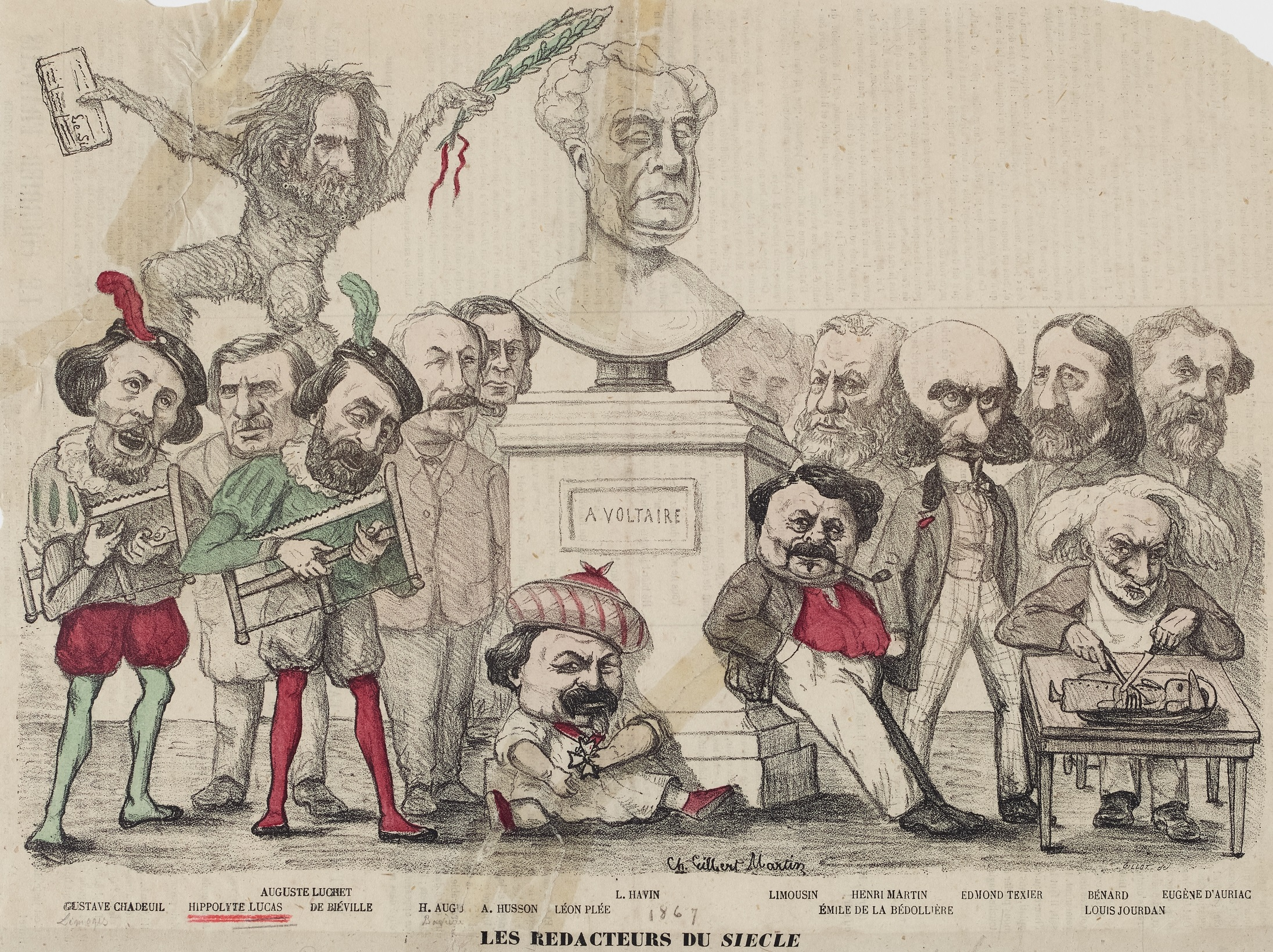
Les rédacteurs du Siècle, par Gilbert-Martin (5 octobre 1867)
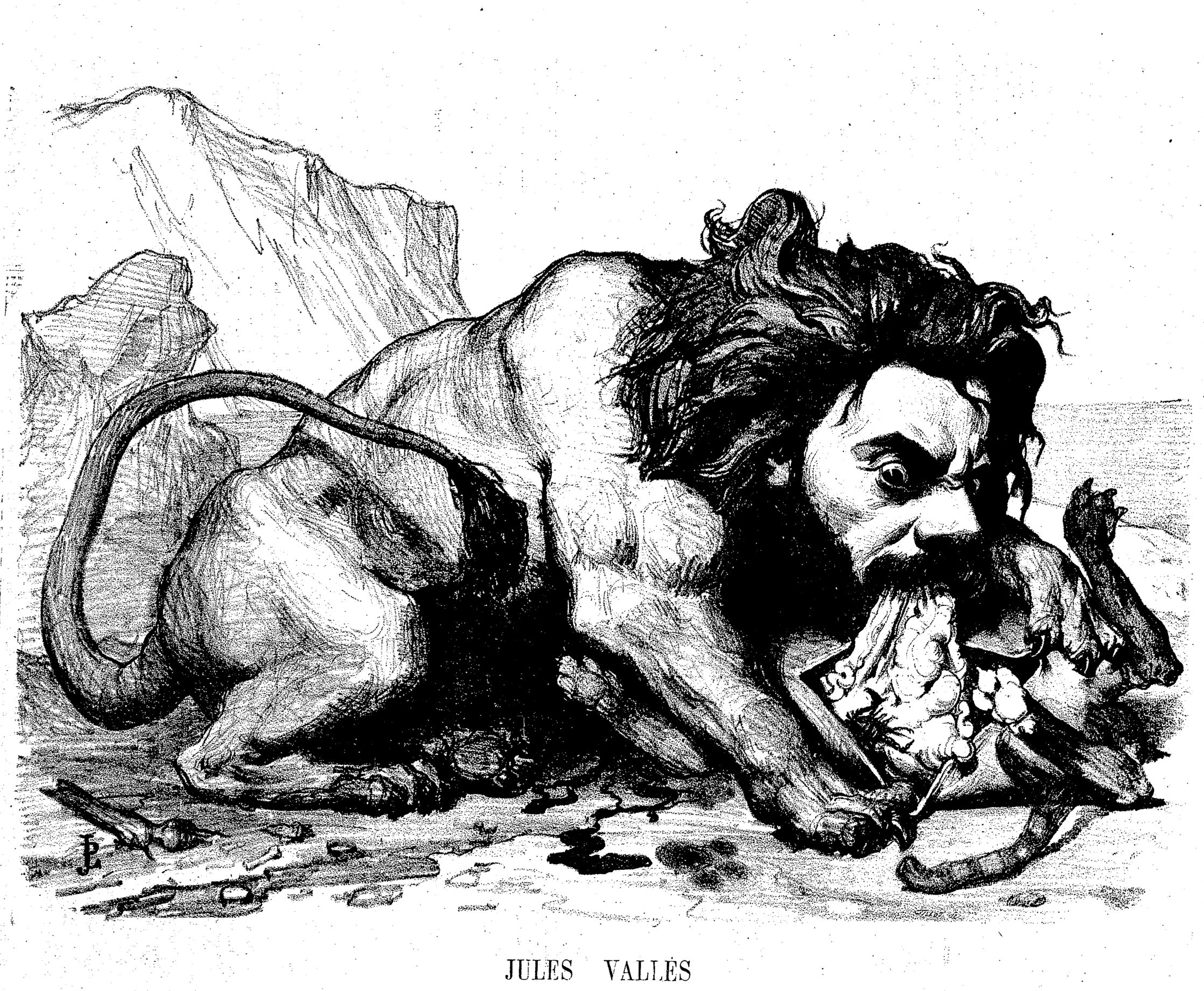
Jules Vallès, par Jean-Paul Laurens (15 novembre 1867)
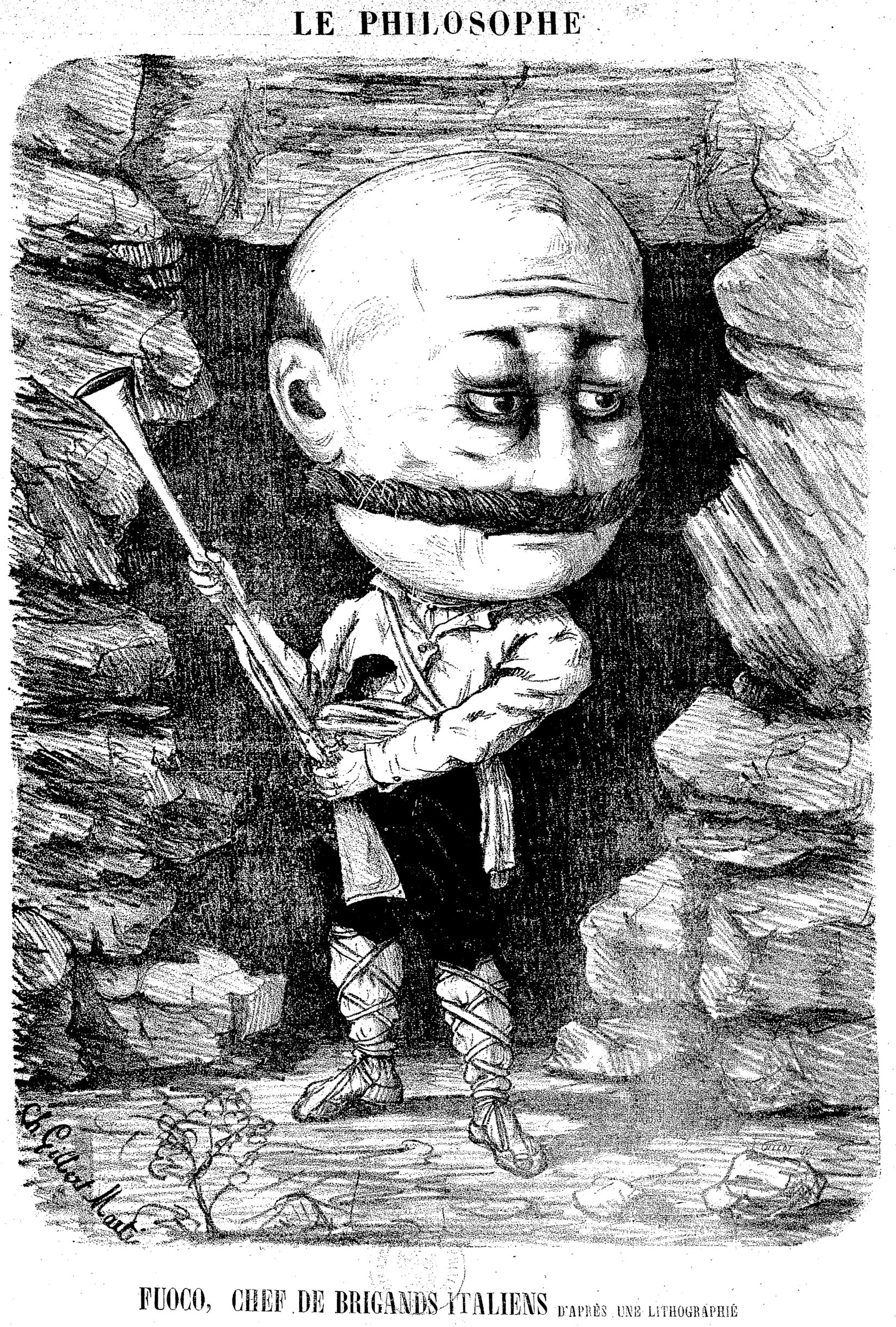
Le bandit Fuoco, caricature réversible, par Gilbert-Martin (18 janvier 1868)